# Lee Ji-min
Đây là một tên người Triều Tiên, họ là Lee.
Lee Ji-min (tiếng Hàn: 이지민; sinh ngày 4 tháng 9 năm 1993) là một cầu thủ bóng đá Hàn Quốc thi đấu ở vị trí hậu vệ cho Seongnam FC.

## Sự nghiệp

### Sự nghiệp câu lạc bộ
Anh gia nhập Jeonnam Dragons vào tháng 1 năm 2015.